# 乌龙山剿匪记 (1986年电视剧)
《乌龙山剿匪记》是中国大陆在1986年开始制作的电视连续剧，以中华人民共和国建国初期在湘西剿匪的故事为背景，讲述了解放军和乌龙山土匪之间的战斗故事。2011年重新翻拍的电视剧，名为《新乌龙山剿匪记》。
1986年3月，制片主任张光前开始筹拍工作。5月，演员前往湘西体验生活。6月下旬，电视剧在湖南省凤凰县开机拍摄，12月中旬杀青。 
该片由刘向群担任制片人，宋昭担任导演。演员申军谊因为在該劇中的表現於1988年获得了第6届大众电视金鹰奖最佳男配角奖。
“乌龙山”是编剧水运宪受到台湾出产的冻顶乌龙茶启发后虚构的地名。

## 演员
| 演员   | 角色   | 简介 | 备注 |
| ------ | ------ | ---- | ---- |
| 申军谊 | 钻山豹 |      |      |
| 陈家徒 |        |      |      |
| 安亚平 |        |      |      |
| 马军勤 |        |      |      |
| 姚未平 |        |      |      |
| 陈玛雅 | 四丫头 |      |      |
| 岳跃利 |        |      |      |
| 周 琦  |        |      |      |